# Filmový turismus
Filmová turistika, nebo filmem vyvolaná turistika, je specializovaná forma cestovního ruchu. Návštěvnící  prozkoumavají a navštěvují mista, která jsou známá díky přítomnosti ve filmech a televizních serialech. Filmový turismus také zahrnuje zájezdy na místa natáčení. Pokud se nabídka v podobě mediální expozice oblasti, která nebyla považována za turistické místo zvýší, zvýší se i počet návštěvníků. Studie Travelsalt Competitive Index ukázala, že se v roce 2017 přibližně 80 milionů turistů rozhodlo do destinace jen díky tomu, že byla zobrazena v určitém filmu nebo televizním seriálu. 

## Obecně
Filmová turistika je v nyní jedním z nejvíce rostoucích odvětví cestovního ruchu. V 90. letech se objevila jako prominentní forma cestovního ruchu. 
V roce 1996 se British Tourism Association stala první turistickou agenturou, která využila filmovou turistiku tím, že vydala mapu Velké Británie s vyznačenými filmovými místy.
Rostoucí popularita filmové turistiky je způsobena vzestupem mezinárodního cestování a rychlým růstem zábavního průmyslu.
Pro destinace jsou filmy dlouhodobým zdrojem příjmů. Zobrazení konkrétní oblasti ve filmu nebo v serialu může mít enormní vliv na počet návštěvníků již existujícího místa. Vytvoření v oblasti nový druh cestovního ruchu a zajistit růst pro místní ekonomiku, je proto jednodušší. V průměru může film zvýšit turismus, cestovní ruch a příjmy o téměř 31 %. 
Na Novém Zélandu fanoušci série filmů Pán prstenů navštíví lokalitu, kde se natáčela většina filmových scén. Filmy zvýšily roční nával turistů na Nový Zéland z 1,7 milionu USD (v roce 2000)  na 2,4 milionu USD (2004), což je 40% nárůst.  
V Velké Británii zaznamenal hrad Alnwick, kde se natáčely scény z filmové serie Harry Potter, 120% nárůst počtu návštěvníků, což této oblasti oshadem přineslo příjem z cestovnho ruchu v hodnotě 9 milionů liber. Jedním z nejvýraznějších příkladů poptávky návštěv vyvolané filmem je nádraží London King's Cross, které je známé jako nástupiště 9 a 3/4, které se poprvé objevilo v Harry Potter a Kámen mudrců. . Toto fiktivní místo se stalo skutečnou atrakcí. Aby nástupiště přilákalo turisty k návštěvě a využilo zájem o serial a stanici, byl tam postaven i obchod se suvenýry z Harryho Pottera.

## Místa
K významným filmovým a seriálovým místům, která se díky tomu stala oblíbenými turistickými destinacemi, patří:
| Film/TV seriál                           | Umístění                                       | Město nebo země                  |
| ---------------------------------------- | ---------------------------------------------- | -------------------------------- |
| Pán prstenů                              |                                                | Nový Zéland                      |
| Statečné srdce                           | Wallace pomník                                 | Skotsko                          |
| Harry Potter                             | Hrad Alnwick a další                           | Spojené království               |
| Pýcha a předsudek                        | Lyme Park                                      | Anglie                           |
| Pláž                                     |                                                | Thajsko                          |
| Sex ve městě                             |                                                | New York, USA                    |
| Hra o trůny                              |                                                | Severní Irsko, Island, Dubrovník |
| Hra o trůny                              | Dimmuborgir ; Mývatn ; Grjótagjá ; Reynisfjara | Island                           |
| Pařba ve Vegas                           |                                                | Las Vegas, USA                   |
| Downton Abbey                            | Bampton                                        | Spojené království               |
| Broadchurch                              | West Bay pláž                                  | Spojené království               |
| Ztraceno v překladu                      |                                                | Tokio, Japonsko                  |
| Mamma Mia!                               | Skopelos                                       | Řecko                            |
| Indiana Jones a poslední křížová výprava | Petra                                          | Jordán                           |
| Zvuk hudby                               |                                                | Salzburg, Rakousko               |
| Talentovaný pan Ripley                   | Ischia                                         | Itálie                           |
| Monty Python a svatý grál                | Hrad Doune                                     | Skotsko                          |
| Star Wars Epizoda IV: Nová naděje        | Hotel Sidi Driss                               | Tunisko                          |
| Temný rytíř povstal                      | Pevnost Mehrangarh                             | Jodhpur, Indie                   |
| Kmotr                                    |                                                | Sicílie, Itálie                  |
| Joker (film z roku 2019)                 | Jokerovy schody                                | New York                         |

Film Tourism
1. ↑  BERNING, Leonie. Exploring the Benefits of Film Tourism [online]. 20 May 2019 [cit. 2020-09-10]. Dostupné online.
2. ↑   50 Years Timeline - 1990 to 1999 [online]. 4 June 2019 [cit. 2020-09-10]. Dostupné online.
3. ↑  HUDSON, Simon; RITCHIE, J. R. B. Film tourism and destination marketing: The case of Captain Corelli's Mandolin. Journal of Vacation Marketing. 1 July 2006, s. 256. Dostupné online. doi:10.1177/1356766706064619. S2CID 154626650.
4. ↑   Dostupné online.
5. ↑   Dostupné online.
6. ↑   Dostupné online.
7. ↑   Dostupné online.
8. ↑   Dostupné online. (anglicky)